# 鄭倢伃
鄭倢伃（Angela Charlotte Cheng，1993年10月26日—），藝名甜兒，畢業於台北市立仁愛國中，高中曾就讀台北市私立育達商職後轉學，現於紐約曼哈頓當演員。為我愛黑澀會比較後期的美眉成員之一。音樂造詣甚高，習有小提琴及鋼琴等樂器才藝。父親經營貿易公司，故家境不俗，從小被培訓成千金小姐。。有一弟一妹，其中妹妹冰冰同樣均為黑澀會美眉成員之一。 她在歌唱部分，因為常常模仿和選用孫燕姿的歌曲，有“小孫燕姿”的稱號。現已嫁到德國。
其母親胡文英在黑澀會節目內曝光率甚高，節目甚至為其開設了特別短劇環節「甜媽時間」，由其與甜兒搭配一名黑澀會美眉演出。
2009年8月，甜兒決定離開節目以專心學業。後接受媒體訪問透露當時上節目，覺得很不習慣，當初因為喜歡唱歌才去上節目，沒想到卻與自己想的不一樣，因而離開節目。現在則在在於紐約當演員和健身教練。

## 作品

### 主持
- Channel V 《美眉普普風》

### 節目錄影
- Channel V《我愛黑澀會》
- 中視《我猜我猜我猜猜猜》人不可貌相－千金小姐（2008/11/15）
- 中視《週日大精彩》明星開麥拉 甜媽大改造（2009/6/7）

## 外部連結
- 鄭倢伃的新浪微博
- 鄭倢伃的Instagram帳戶